# Paratiaia
Paratiaia is een kevergeslacht uit de familie van de boktorren (Cerambycidae). De wetenschappelijke naam van het geslacht werd voor het eerst geldig gepubliceerd in 2012 door Dalens & Giuglaris.

## Soorten
Paratiaia is monotypisch en omvat slechts de volgende soort:
- Paratiaia hulini Dalens & Giuglaris, 2012